# Franz Xaver Winterhalter
Franz  Xaver Winterhalter (20 aprilie 1805 – 8 iulie 1873) a fost pictor și litograf german, cunoscut pentru portretele capetelor încoronate din mijlocului secolului al XIX-lea. Numele lui a devenit asociat cu cel mai la modă portretist al regalității. Cele mai cunoscute lucrări ale sale sunt Împărăteasa Eugénie înconjurată de doamnele sale de onoare (1855) și portretele făcute împărătesei Elisabeta de Austria (1865).

## Primii ani
Franz Xaver Winterhalter s-a născut într-un mic orășel - Menzenschwand (astăzi parte a St. Blasien) în Pădurea Neagră, la 20 aprilie 1805. A fost al șaselea copil al lui Fidel Winterhalter (1773–1863), un fermier și producător de rășină în sat, și al soției acestuia, Eva Meyer (1765-1838), membră a familiei Menzenschwand. Tatăl său a fost neam de țăran și a avut o puternică influență în viața lui. Din cei opt frați și surori, numai patru au supraviețuit copilăriei. De-a lungul vieții sale, Franz Xaver a rămas apropiat de familie și în special de fratele său Hermann (1808–1891), care a fost, de asemenea, pictor.
După ce a terminat școală la Mănăstirea benedictină St. Blasien, Winterhalter a părăsit Menzenschwand în 1818 la vârsta de treisprezece ani pentru a studia desenul și gravura. El s-a instruit ca desenator și litograf în atelierul lui Karl Ludwig Schüler (1785-1852) la Freiburg. În 1823, la vârsta de optsprezece ani, a mers la München, sponsorizat de baronul industriaș von Eichtal (1775-1850).
În 1825 Ludwig I, Mare Duce de Baden (1763-1830) i-a acordat o bursă și a început un curs de studiu la Academia de Arte din München cu Petru von Cornelius (1783-1867), ale cărui metode academice l-au stânjenit pe Franz Xaver. Winterhalter a găsit un mentor mai potrivit, portretistul Joseph Stieler (1781–1858). În acest timp s-a întreținut muncind ca litograf.
Winterhalter a intrat în cercurile de la curte când în 1828 a devenit la Karlsruhe profesorul de desen al Sofiei, Margrafă de Baden. Oportunitatea de a se stabili dincolo de sudul Germaniei a apărut în 1832, când a putut să călătorească în Italia, 1833-1834, cu sprijinul Marelui Duce Leopold de Baden. La întoarcerea la Karlsruhe a pictat portretele Marelui Duce Leopold de Baden și ale soției sale și a fost numit pictor la curtea Marelui Ducat.
Cu toate acestea, a părăsit Badenul și s-a mutat în Franța unde lucrarea sa Il dolce Farniente a atras atenția la Salonul din 1836. Un an mai târziu, Il Decameron a fost, de asemenea, lăudat; ambele tablouri sunt compozițiile academice în stilul lui Rafael. La Salonul din 1838 a expus un portret al prințului de Wagram cu mica lui fiică. Cariera sa ca pictor portretist a fost curând asigurată atunci când, în același an, el a pictat portretul Louisei Marie de Orleans, regina Belgiei, și al fiului ei, Ducele de Brabant.

## Galerie

Portret al Leonillei, Prințesă de Sayn-Wittgenstein, 1853
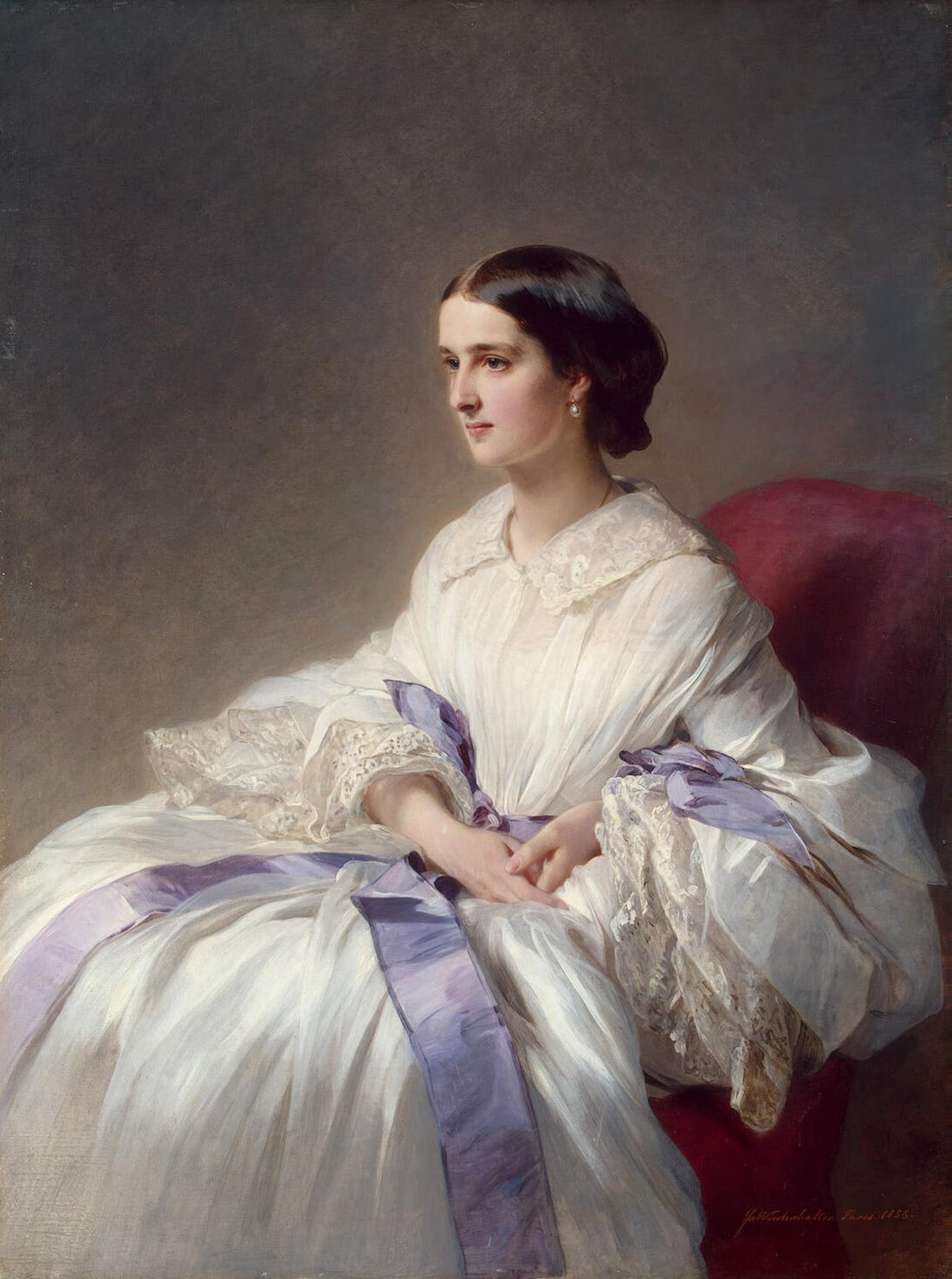
Contesa Olga Shuvalova, 1858
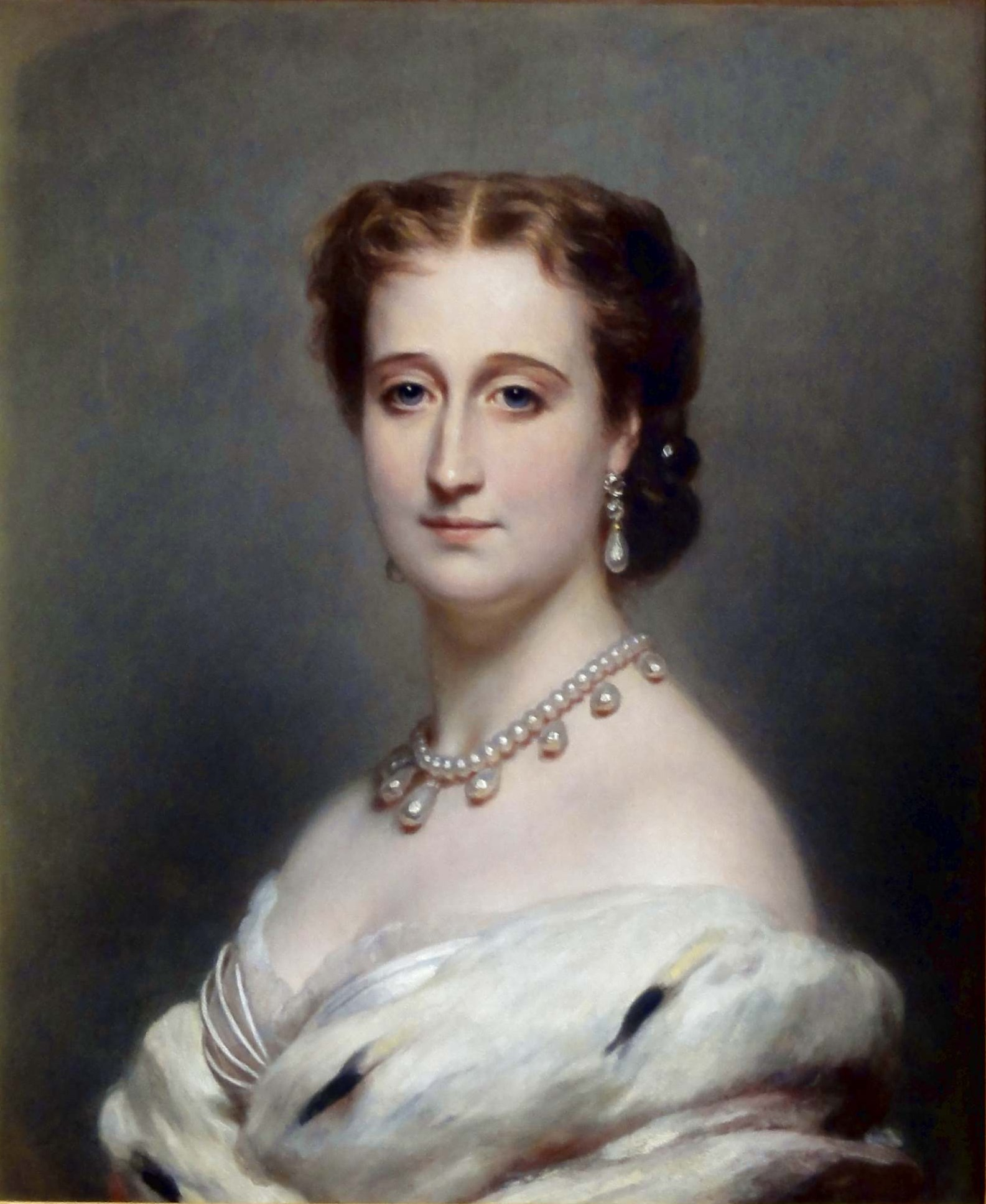
Împărăteasa Eugénie, 1864
Împărăteasa Elisabeta a Austriei, 1865
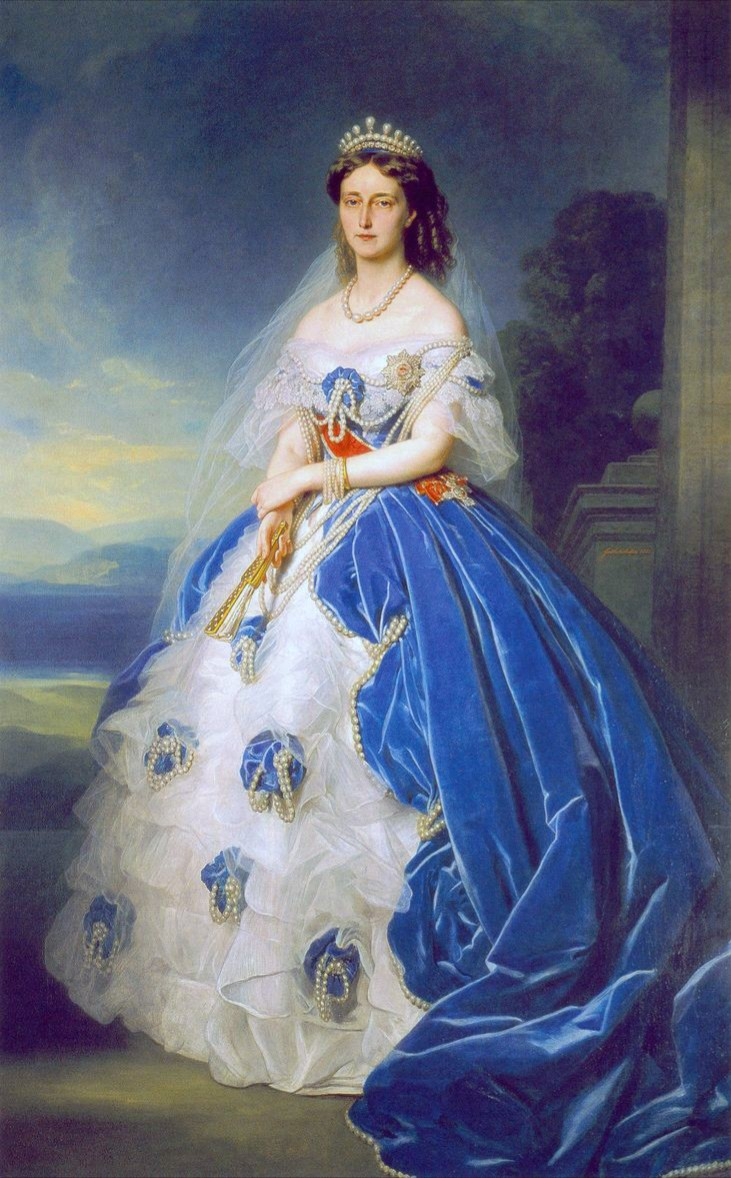
Marea Ducesă Olga Nikolaevna, 1865
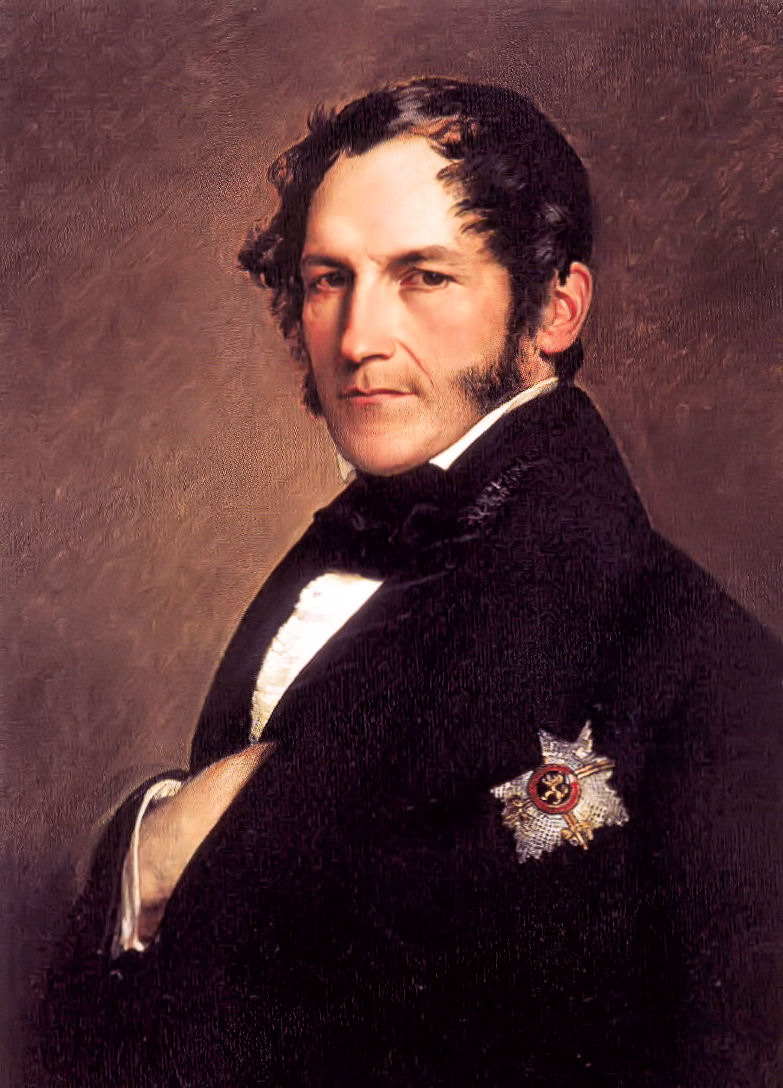
Leopold I al Belgiei
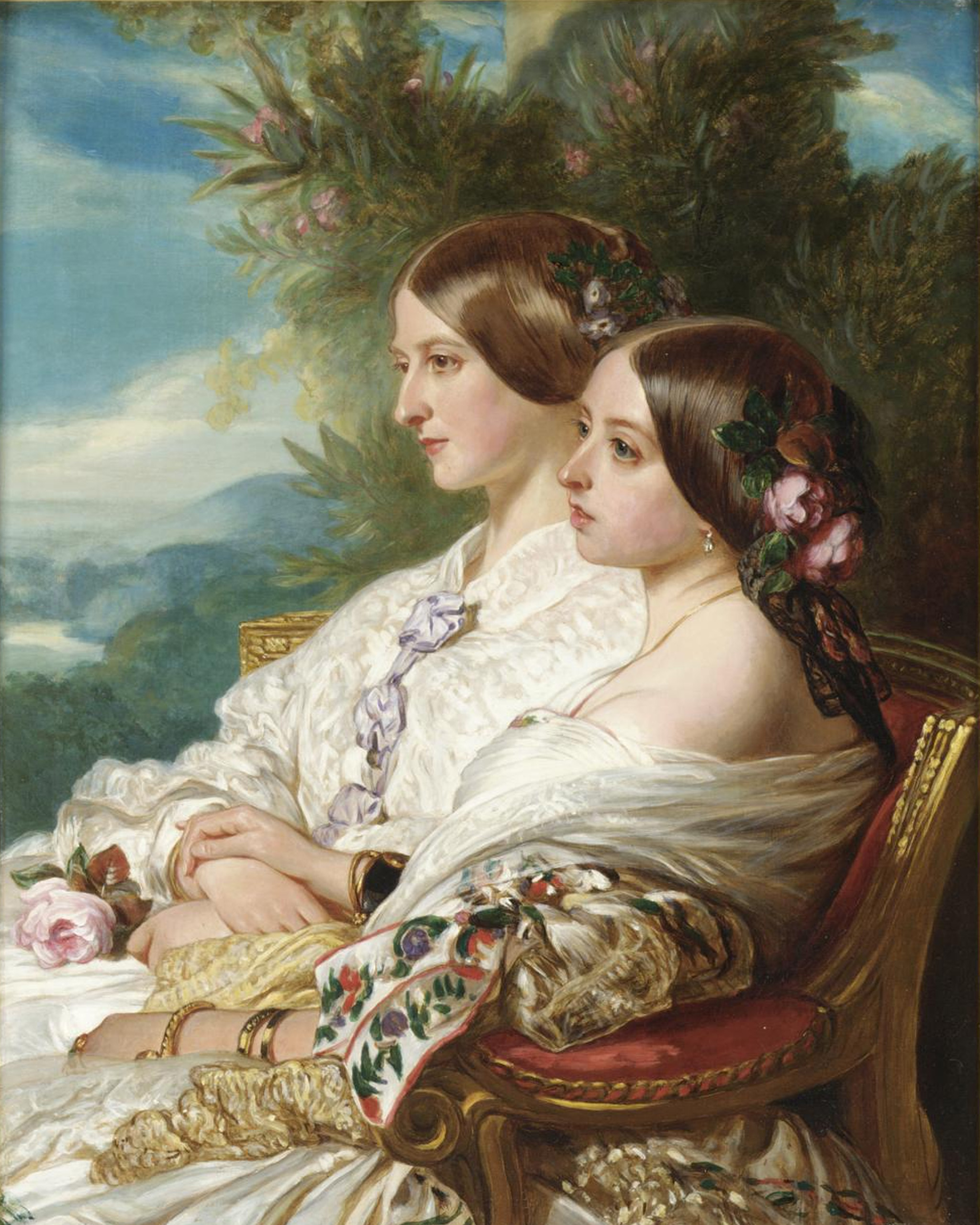
Regina Victoria și verișoara ei, Ducesa de Nemours, 1852
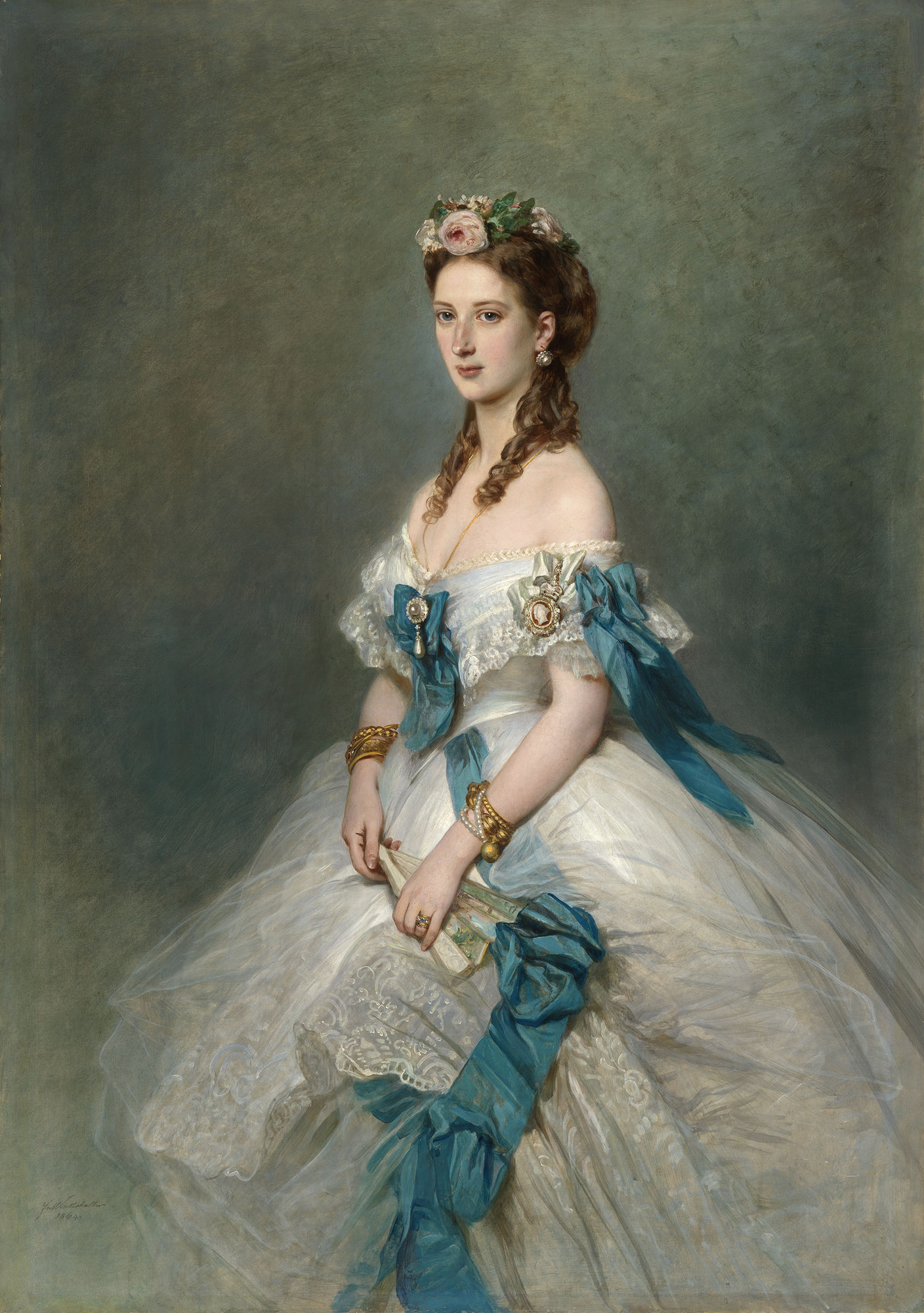
Alexandra a Danemarcei, Prințesă de Wales, 1864
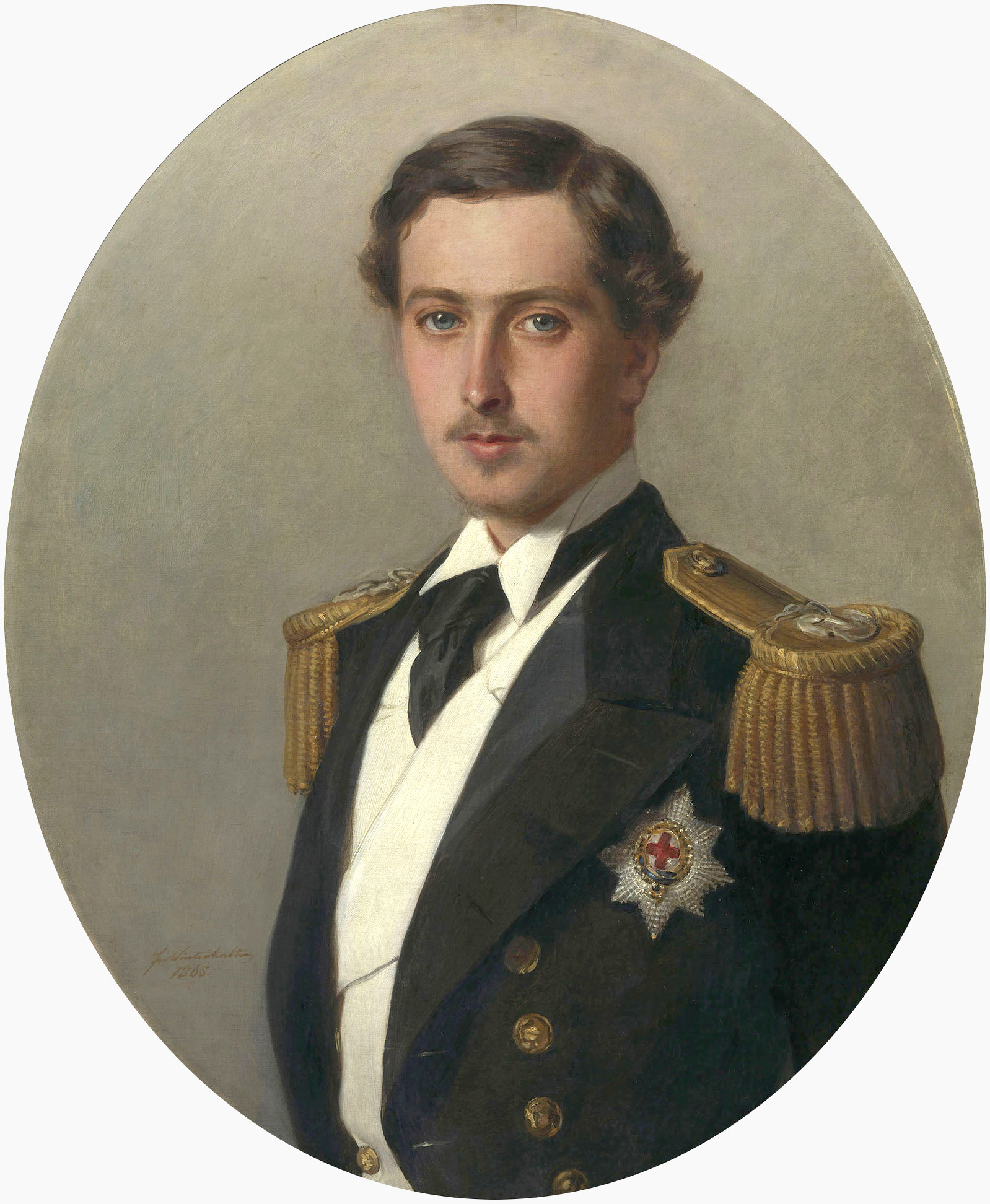
Prințul Alfred al Marii Britanii, 1865
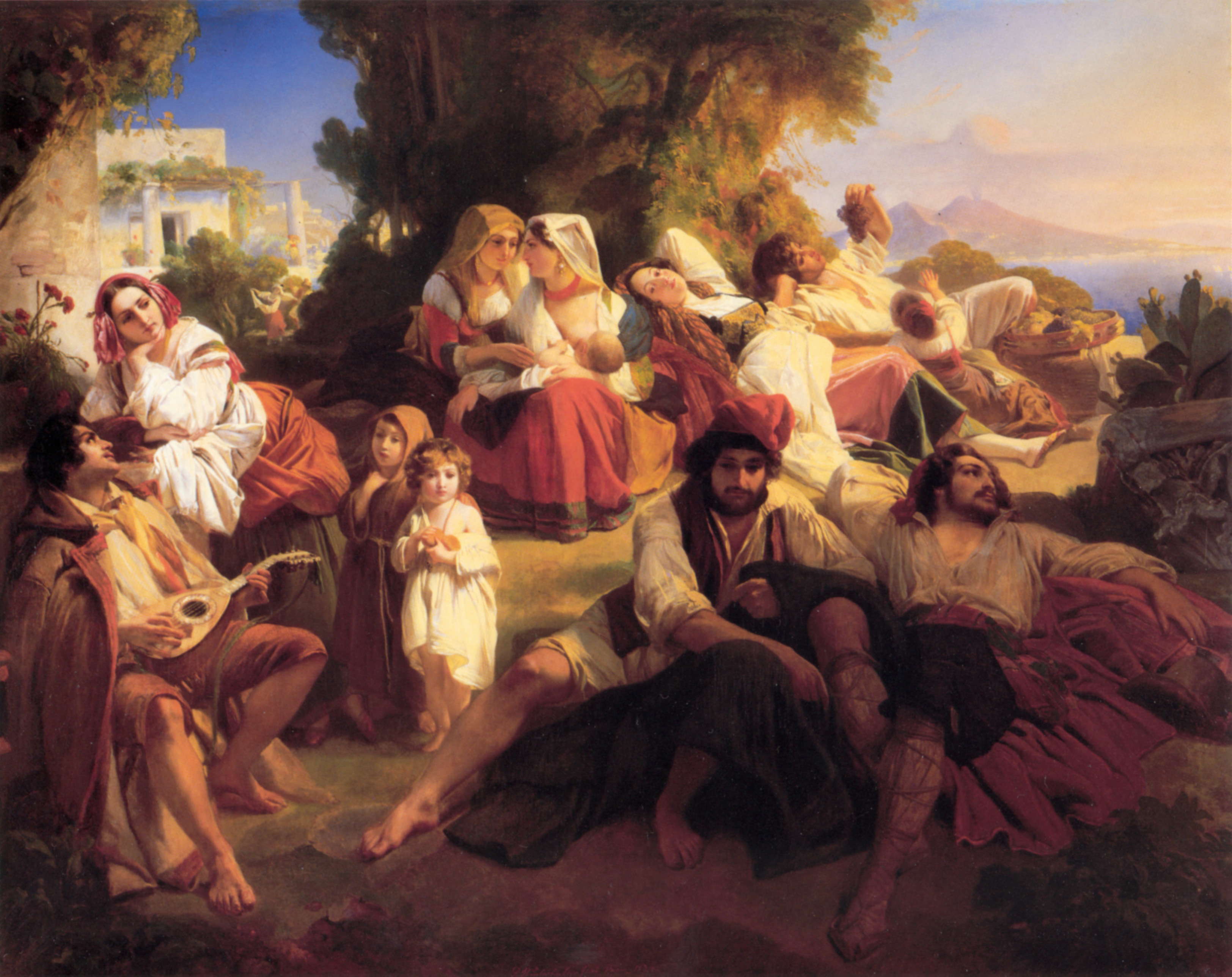
Il Doce Farnente, 1836
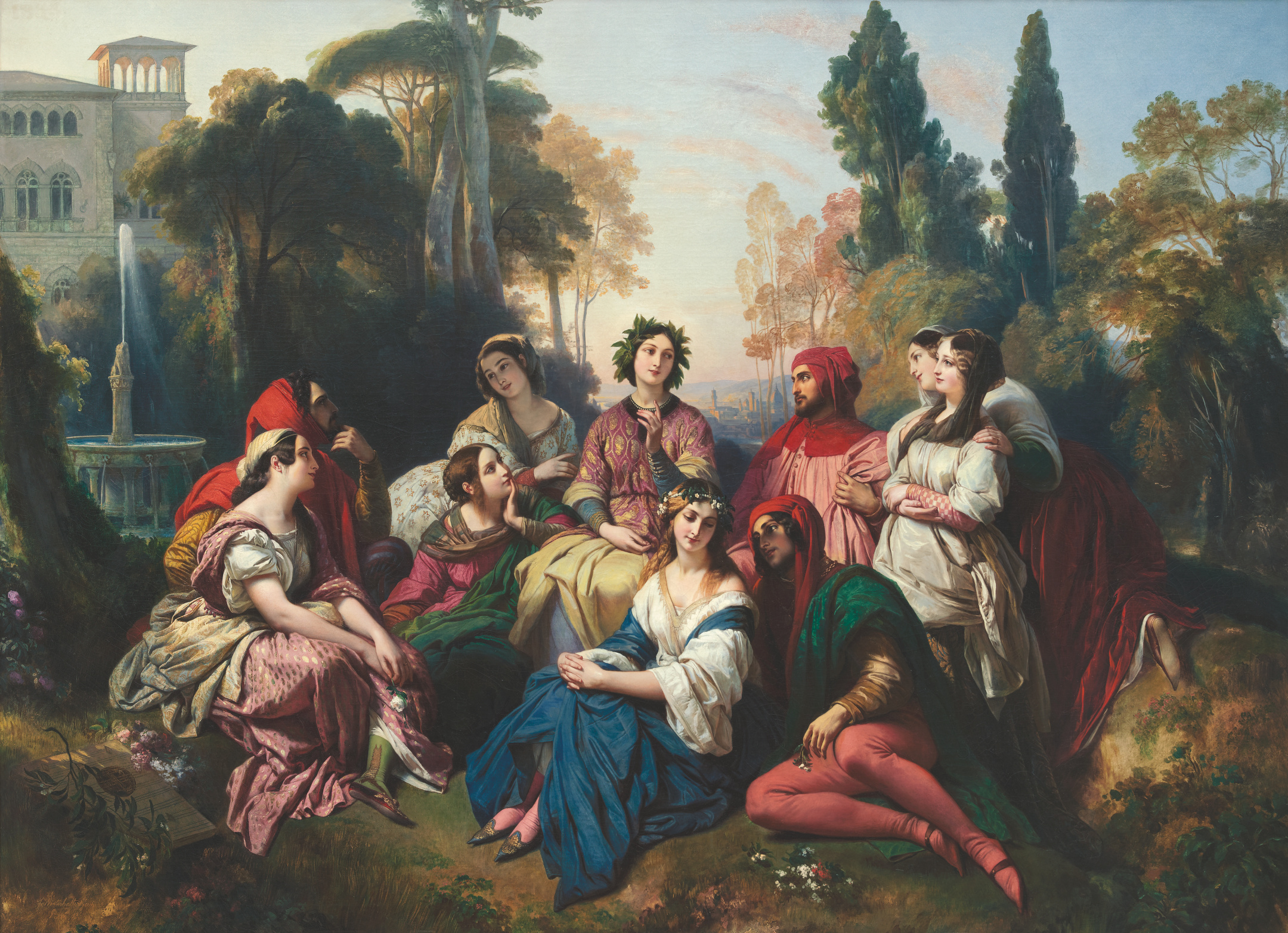
Il Decameron, 1837
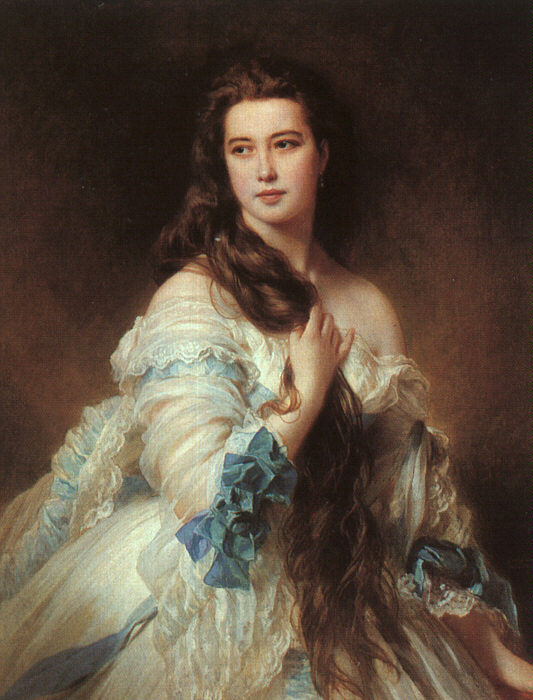
Portret al Madame Barbe de Rimsky-Korsakov, 1864
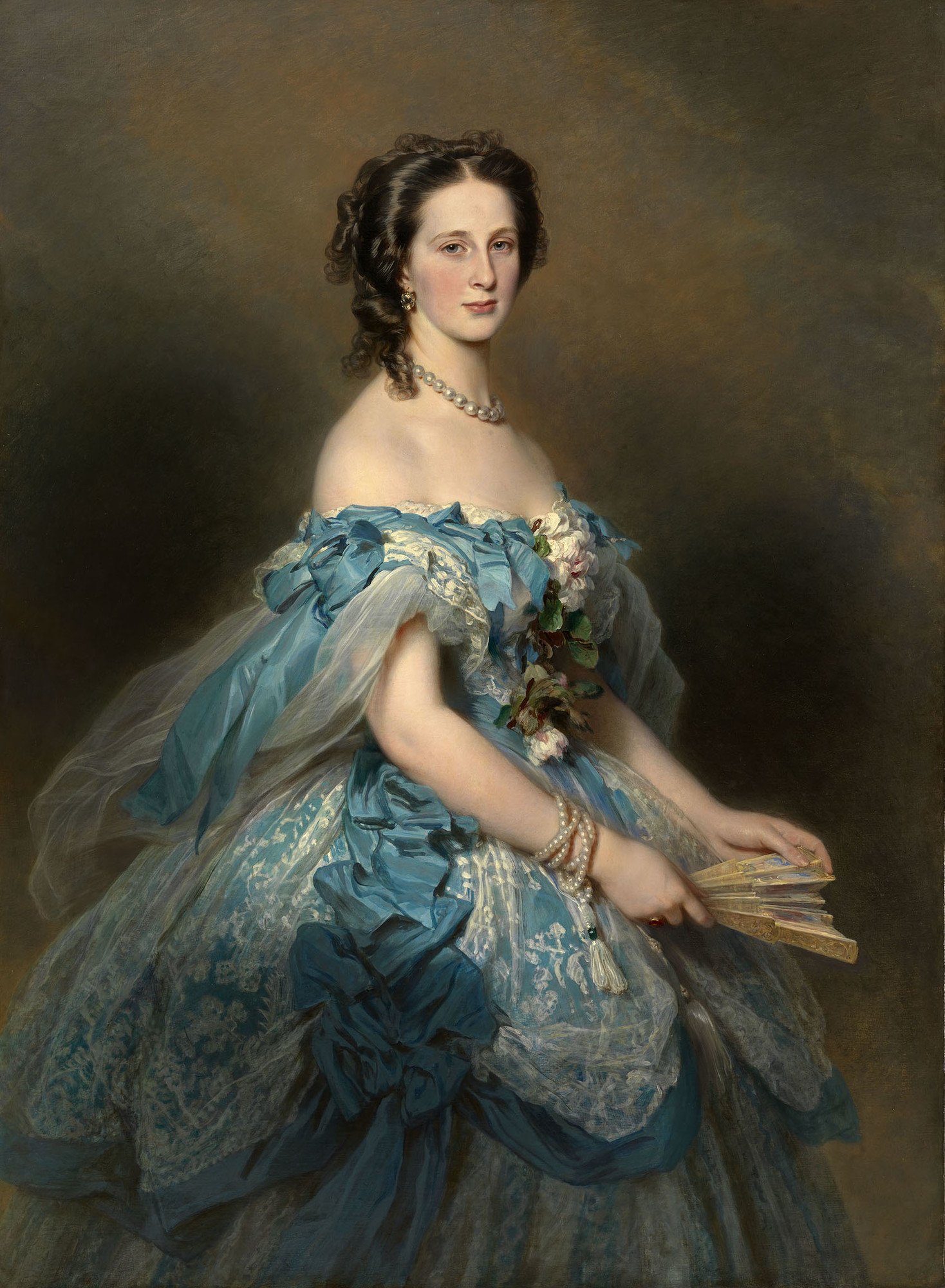
Marea Ducesă Alexandra Iosifovna a Rusiei
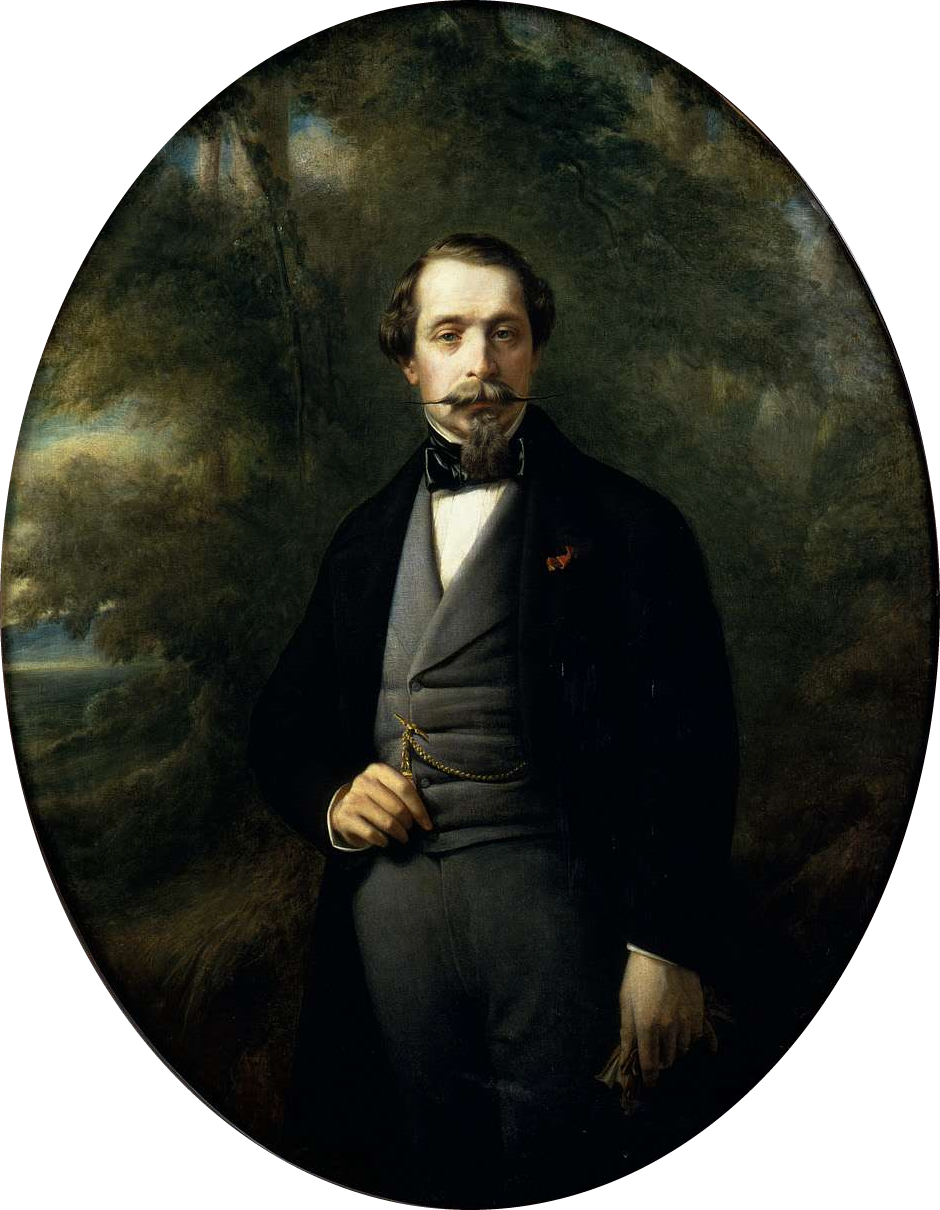
Napoleon al III-lea al Franței